# نورما غونزاليس
نورما غونزاليس (بالإسبانية: Norma González) هي منافسة ألعاب القوى كولومبية، ولدت في 11 أغسطس 1982 في سانتاندير دي كيليجاو في كولومبيا.

## وصلات خارجية
- نورما غونزاليس على موقع الاتحاد الدولي لألعاب القوى (الإنجليزية)
- نورما غونزاليس على موقع أوليمبيديا (الإنجليزية)